# Eleições estaduais na Paraíba em 2014
As eleições estaduais na Paraíba em 2014 ocorreram em 5 de outubro como parte das eleições gerais em 26 estados e no Distrito Federal. Foram eleitos o governador Ricardo Coutinho, a vice-governadora Lígia Feliciano e o senador José Maranhão, além de 12 deputados federais e 36 estaduais. Como nenhum candidato a governador assegurou metade mais um dos votos válidos, houve um segundo turno em 26 de outubro entre Ricardo Coutinho e Cássio Cunha Lima com a vitória do primeiro. Segundo a Constituição o governador teria um mandato de quatro anos após ser reconduzido ao Palácio da Redenção ante a vitória obtida há quatro anos.
Efeito colateral da vitória na convenção que permitiu a reeleição de José Maranhão ao governo estadual em 1998, a divisão do PMDB foi sacramentada no fim de 2001 quando Ronaldo Cunha Lima seguiu em direção ao PSDB levando consigo nomes fiéis à sua liderança e nesse ínterim a oposição ao PMDB foi reforçada por ex-membros da legenda. O primeiro embate entre os situacionistas e a nova oposição teve lugar em 2002 quando Cássio Cunha Lima venceu Roberto Paulino sendo que em 2006 o filho de Ronaldo Cunha Lima derrotou o próprio José Maranhão, muito embora este último tenha chegado ao Palácio da Redenção em 2009 por decisão do Tribunal Superior Eleitoral cujo veredicto cassou a chapa rival.
Apeado do poder e sem nomes viáveis em suas próprias fileiras, o PSDB apoiou Ricardo Coutinho. Nascido em João Pessoa e farmacêutico diplomado pela Universidade Federal da Paraíba com especialização em Farmácia Hospitalar na Universidade Federal do Rio de Janeiro, o referido nome é funcionário público lotado no Hospital Universitário Lauro Wanderley. Militante do Sindicato dos Farmacêuticos, do Sindicato dos Trabalhadores Públicos da Saúde do Estado da Paraíba e do Sindicato dos Funcionários da Universidade Federal da Paraíba, é membro da Central Única dos Trabalhadores e foi eleito vereador na capital paraibana via PT em 1992 e 1996 e deputado estadual em 1998 e 2002. Mediante divergências com sua legenda ingressou no PSB e foi eleito prefeito de João Pessoa em 2004 e 2008, renunciando em favor de Luciano Agra antes de ser eleito governador da Paraíba em 2010 ao derrotar José Maranhão e reeleito em 2014 num embate contra seu ex-aliado, Cássio Cunha Lima.
Segunda mulher a ocupar o cargo de vice-governadora, a médica Lígia Feliciano nasceu em Campina Grande e tem graduação pela Universidade Federal da Paraíba. Especialista em cardiologia e pneumologia no Instituto do Coração em São Paulo. De volta à sua cidade natal dirigiu o Hospital de Urgência de Campina Grande, fundou e ocupou a diretoria clínica do Hospital Mariana e depois dirigiu o Sistema Rainha de Comunicação. Como empresária assumiu a presidência da União de Ensino Superior de Campina Grande (UNESC) em 2003, cargo que ocupou por mais de dez anos. Esposa de Damião Feliciano, estreou na política via PDT na chapa de Ricardo Coutinho em 2014.
Premido entre duas máquinas políticas, o PMDB colheu seu pior desempenho na luta pelo governo estadual, todavia comemora a eleição de José Maranhão para senador. Dono de uma carreira política iniciada há sessenta anos, este advogado nascido em Araruna e formado na Universidade Federal da Paraíba foi eleito deputado estadual via PTB e pelo MDB em 1954, 1958, 1962 e 1966 com uma breve experiência como secretário de Agricultura no governo José Fernandes de Lima. Cassado pelo Ato Institucional Número Cinco em 1969, regressou à vida pública sob a legenda do PMDB e foi eleito deputado federal em 1982, 1986 e 1990. Como parlamentar apoiou a emenda Dante de Oliveira, escolheu Tancredo Neves no Colégio Eleitoral, ajudou a elaborar a Carta Magna de 1988 e votou pelo impeachment de Fernando Collor em 1992. Eleito vice-governador na chapa de Antônio Mariz em 1994, foi efetivado em setembro do ano seguinte após a morte do titular sendo reeleito em 1998. Eleito senador em 2002, foi derrotado na eleição para o governo em 2006, entretanto assumiu o Palácio da Redenção em 2009 após a cassação da chapa liderada por Cássio Cunha Lima. Derrotado por Ricardo Coutinho ao buscar um novo mandato em 2010, teve capital político para ser eleito senador em 2014.

## Resultado da eleição para governador

### Primeiro turno
Conforme os arquivos da Justiça Eleitoral foram apurados 2.034.897 votos nominais.
| Candidato a governador(a) do estado | Candidato a vice-governador(a) | Número | Coligação                                                                                      | Votação | Percentual |
| ----------------------------------- | ------------------------------ | ------ | ---------------------------------------------------------------------------------------------- | ------- | ---------- |
| Cássio Cunha Lima PSDB              | Ruy Carneiro PSDB              | 45     | A vontade do povo (PSDB, DEM, PTB, PP, PR, PSC, PPS, PEN, PSD, SD, PMN, PTdoB, PTN, PRB, PSDC) | 980.307 | 47,87%     |
| Ricardo Coutinho PSB                | Lígia Feliciano PDT            | 40     | A força do trabalho (PSB, PDT, PT, PRTB, PRP, PV, PSL, PCdoB, PHS, PPL)                        | 937.009 | 46,05%     |
| Vital do Rego Filho PMDB            | Roberto Paulino PMDB           | 15     | PMDB (sem coligação)                                                                           | 106.162 | 5,22%      |
| Major Fábio PROS                    | Olavo Filho PROS               | 90     | PROS (sem coligação)                                                                           | 14.910  | 0,73%      |
| Tárcio Teixeira PSOL                | Marcos Dias PSOL               | 50     | PSOL (sem coligação)                                                                           | 8.849   | 0,43%      |
| Antônio Radical PSTU                | Lena Leite PSTU                | 16     | PSTU (sem coligação)                                                                           | 2.570   | 0,13%      |

### Segundo turno
Conforme os arquivos da Justiça Eleitoral foram apurados 2.140.349 votos nominais.
| Candidato a governador(a) do estado | Candidato a vice-governador(a) | Número | Coligação                                                                                      | Votação   | Percentual |
| ----------------------------------- | ------------------------------ | ------ | ---------------------------------------------------------------------------------------------- | --------- | ---------- |
| Ricardo Coutinho PSB                | Lígia Feliciano PDT            | 40     | A força do trabalho (PSB, PDT, PT, PRTB, PRP, PV, PSL, PCdoB, PHS, PPL)                        | 1.125.956 | 52,61%     |
| Cássio Cunha Lima PSDB              | Ruy Carneiro PSDB              | 45     | A vontade do povo (PSDB, DEM, PTB, PP, PR, PSC, PPS, PEN, PSD, SD, PMN, PTdoB, PTN, PRB, PSDC) | 1.014.393 | 47,39%     |

## Resultado da eleição para senador
Conforme os arquivos da Justiça Eleitoral foram apurados 1.743.955 votos nominais.
| Candidatos a senador da República | Candidatos a suplente de senador         | Número | Coligação                                                                                      | Votação | Percentual |
| --------------------------------- | ---------------------------------------- | ------ | ---------------------------------------------------------------------------------------------- | ------- | ---------- |
| José Maranhão PMDB                | Nilda Gondim PMDB Roosevelt Vita PMDB    | 155    | PMDB (sem coligação)                                                                           | 647.271 | 37,12%     |
| Lucélio Cartaxo PT                | Benilton Lucena PT Lenildo Morais PT     | 133    | A força do trabalho (PSB, PDT, PT, PRTB, PRP, PV, PSL, PCdoB, PHS, PPL)                        | 521.938 | 29,93%     |
| Wilson Santiago PTB               | Luciano Agra PEN Júnior Evangelista PSDB | 145    | A vontade do povo (PSDB, DEM, PTB, PP, PR, PSC, PPS, PEN, PSD, SD, PMN, PTdoB, PTN, PRB, PSDC) | 506.093 | 29,02%     |
| Leila Fonseca PROS                | Lindinalva Farias PROS Zinho Souza PROS  | 900    | PROS (sem coligação)                                                                           | 44.627  | 2,56%      |
| Nelson Júnior PSOL                | Fabiano Galdino PSOL Alécio Costa PSOL   | 500    | PSOL (sem coligação)                                                                           | 11.502  | 0,66%      |
| Walter Brito PTC                  | Marcus Azevedo PTC Gil Silva PTC         | 360    | PTC (sem coligação)                                                                            | 11.063  | 0,63%      |
| Rama Dantas PSTU                  | Vera Lúcia PSTU Marcelino Rodrigues PSTU | 161    | PSTU (sem coligação)                                                                           | 1.461   | 0,08%      |

## Deputados federais eleitos
São relacionados os candidatos eleitos com informações complementares da Câmara dos Deputados. Ressalte-se que os votos em branco eram considerados válidos para fins de cálculo do quociente eleitoral nas disputas proporcionais até 1997 quando essa anomalia foi banida de nossa legislação.

Representação eleita
  PMDB: 3
  PSDB: 1
  PP: 1
  PR: 1
  DEM: 1
  PTB: 1
  PSD: 1
  PT: 1
  PDT: 1
  SD: 1

Fonteː
| Deputados federais eleitos | Partido | Votação | Percentual | Cidade onde nasceu   | Unidade federativa |
| Pedro Cunha Lima           | PSDB    | 179.886 | 9,29%      | Campina Grande       | Paraíba            |
| Veneziano                  | PMDB    | 177.680 | 9,17%      | Campina Grande       | Paraíba            |
| Aguinaldo Ribeiro          | PP      | 161.999 | 8,46%      | Campina Grande       | Paraíba            |
| Hugo Motta                 | PMDB    | 123.686 | 6,39%      | João Pessoa          | Paraíba            |
| Manoel Junior              | PMDB    | 105.693 | 5,46%      | Pedras de Fogo       | Paraíba            |
| Wellington Roberto         | PR      | 104.799 | 5,41%      | São José de Piranhas | Paraíba            |
| Efraim Filho               | DEM     | 103.477 | 5,34%      | João Pessoa          | Paraíba            |
| Wilson Santiago Filho      | PTB     | 95.746  | 4,94%      | João Pessoa          | Paraíba            |
| Rômulo Gouveia             | PSD     | 84.820  | 4,38%      | Campina Grande       | Paraíba            |
| Luiz Couto                 | PT      | 69.922  | 3,61%      | Soledade             | Paraíba            |
| Damião Feliciano           | PDT     | 67.558  | 3,49%      | Campina Grande       | Paraíba            |
| Benjamin Maranhão          | SD      | 63.433  | 3,28%      | João Pessoa          | Paraíba            |

## Deputados estaduais eleitos
Estavam em jogo 36 cadeiras na Assembleia Legislativa da Paraíba.

Representação eleita
  PEN: 8
  PMDB: 6
  PSD: 4
  DEM: 3
  PSC: 3
  PT: 3
  PSB: 2
  PSDB: 1
  PSL: 1
  PPS: 1
  PTdoB: 1
  PP: 1
  PR: 1
  PPL: 1

Fonteː
| Número | Deputados estaduais eleitos | Partido | Votação | Percentual | Cidade onde nasceu   | Unidade federativa |
| 55555  | Manoel Ludgério             | PSD     | 50.109  | 2,51%      | Catolé do Rocha      | Paraíba            |
| 11111  | Daniella Ribeiro            | PP      | 46.938  | 2,35%      | Campina Grande       | Paraíba            |
| 25000  | João Henrique               | DEM     | 45.178  | 2,26%      | Monteiro             | Paraíba            |
| 51456  | Ricardo Marcelo             | PEN     | 45.061  | 2,26%      | João Pessoa          | Paraíba            |
| 51789  | Edmilson Soares             | PEN     | 42.620  | 2,14%      | João Pessoa          | Paraíba            |
| 40444  | Adriano Galdino             | PSB     | 40.609  | 2,03%      | Campina Grande       | Paraíba            |
| 15221  | Nabor Wanderley             | PMDB    | 40.138  | 2,01%      | Campina Grande       | Paraíba            |
| 51666  | José Aldemir                | PEN     | 39.310  | 1,97%      | Cajazeiras           | Paraíba            |
| 45245  | Dinaldinho                  | PSDB    | 38.963  | 1,95%      | Patos                | Paraíba            |
| 14369  | Doda de Tião                | PTB     | 37.231  | 1,87%      | Campina Grande       | Paraíba            |
| 20147  | Arnaldo Monteiro            | PSC     | 36.864  | 1,85%      | Esperança            | Paraíba            |
| 10123  | Jutay Meneses               | PRB     | 35.415  | 1,77%      | Cairu                | Bahia              |
| 15151  | Raniery Paulino             | PMDB    | 35.007  | 1,75%      | João Pessoa          | Paraíba            |
| 40000  | Estela Bezerra              | PSB     | 34.929  | 1,75%      | João Pessoa          | Paraíba            |
| 15199  | Gervásio Maia               | PMDB    | 34.795  | 1,74%      | São Paulo            | São Paulo          |
| 55655  | João Gonçalves              | PSD     | 34.059  | 1,71%      | João Pessoa          | Paraíba            |
| 45222  | Bruno Cunha Lima            | PSDB    | 34.054  | 1,71%      | Campina Grande       | Paraíba            |
| 11222  | Galego Sousa                | PP      | 33.971  | 1,70%      | São Bento            | Paraíba            |
| 25111  | Lindolfo Pires              | DEM     | 33.717  | 1,69%      | Sousa                | Paraíba            |
| 40222  | Ricardo Barbosa             | PSB     | 32.892  | 1,65%      | Campina Grande       | Paraíba            |
| 51888  | Branco Mendes               | PEN     | 32.848  | 1,65%      | Aguiar               | Paraíba            |
| 45123  | Camila Toscano              | PSDB    | 32.682  | 1,64%      | João Pessoa          | Paraíba            |
| 17123  | Tião Gomes                  | PSL     | 30.974  | 1,55%      | Pombal               | Paraíba            |
| 45100  | Tovar Lima                  | PSDB    | 30.670  | 1,54%      | João Pessoa          | Paraíba            |
| 40789  | Buba Germano                | PSB     | 29.586  | 1,48%      | Frei Martinho        | Paraíba            |
| 22222  | Caio Roberto                | PR      | 29.576  | 1,48%      | Campina Grande       | Paraíba            |
| 20120  | Renato Gadelha              | PSC     | 26.594  | 1,33%      | Sousa                | Paraíba            |
| 13000  | Anísio Maia                 | PT      | 25.905  | 1,30%      | Alagoa Nova          | Paraíba            |
| 65888  | Zé Paulo                    | PCdoB   | 25.341  | 1,27%      | Santa Rita           | Paraíba            |
| 40456  | Jeová Campos                | PSB     | 23.815  | 1,19%      | São José de Piranhas | Paraíba            |
| 13333  | Frei Anastácio              | PT      | 22.119  | 1,11%      | Esperança            | Paraíba            |
| 15123  | Trocolli Júnior             | PMDB    | 20.685  | 1,04%      | João Pessoa          | Paraíba            |
| 19123  | Janduhy Carneiro            | PTN     | 19.694  | 0,99%      | João Pessoa          | Paraíba            |
| 70123  | Genival Matias              | PTdoB   | 15.027  | 0,75%      | João Pessoa          | Paraíba            |
| 70000  | Inácio Falcão               | PTdoB   | 14.392  | 0,72%      | Campina Grande       | Paraíba            |
| 17111  | João Bosco Carneiro Júnior  | PSL     | 13.307  | 0,67%      | João Pessoa          | Paraíba            |

## Aspectos da campanha

### Pesquisas para governador
| 28 a 31/08/2014 | Ibope               | 47%   | 33%   | 4%   | 1%   | 0%   | 0%   | 8%   | 6%    |
| 15 a 18/09/2014 | Souza Lopes/Correio | 44,9% | 35,1% | 3,6% | 0,5% | 0,1% | 0,3% | 5,3% | 10,2% |
| 14 a 19/09/2014 | Ibope               | 42%   | 37%   | 4%   | 1%   | 0%   | 0%   | 9%   | 6%    |
| 02 a 04/10/2014 | Ibope               | 42%   | 42%   | 4%   | 1%   | 1%   | 0%   | 7%   | 4%    |

### Pesquisas para senador
| 28 a 31/08/2014 | Ibope               | 30%   | 19%   | 14%   | 1%   | 2%   | 0%   | 0%   |    | 17%  | 16%   |
| 15 a 18/09/2014 | Souza Lopes/Correio | 31,2% | 18,3% | 14,1% | 1,1% | 1,1% | 0,3% | 0,3% |    | 8,4% | 25,2% |
| 14 e 19/09/2014 | Ibope               | 35%   | 17%   | 15%   | 2%   | 1%   | 0%   | 0%   |    | 13%  | 16%   |
| 02 a 04/10/2014 | Ibope               | 38%   | 15%   | 19%   | 2%   | 2%   | 1%   | 0%   | 1% | 11%  | 12%   |